# Podlaska Wytwórnia Wódek „Polmos”
Podlaska Wytwórnia Wódek „Polmos” S.A. – zakłady spirytusowe w Siedlcach, produkujące wódki gatunkowe, koniaki, likiery.

## Historia
Historia siedleckiego Polmosu sięga 1896 roku, kiedy Polska była pod zaborami. Władze carskie kupiły dla Państwowego Monopolu Spirytusowego znajdującą się w Siedlcach Wytwórnię Laku.
Od początku istnienia zakłady państwowe, włączone do Polskiego Monopolu Spirytusowego w 1946 roku. Po II wojnie światowej znacznie rozbudowane i unowocześnione.
W 1993 roku, w wyniku podziału Krajowego Przedsiębiorstwa Przemysłu Spirytusowego Polmos, siedlecki zakład przekształcono w spółkę akcyjną Skarbu Państwa.
Ostatecznie sprywatyzowana została w 2003 roku, obecnie jej właścicielem jest Tadeusz Dorda.

## Produkty
Wódki czyste i gatunkowe, kremy i likiery, m.in.:
- wódka Alpejska
- wódka Amator
- wódka Chopin
- wódka Golden Rose
- wódka Krzeska
- wódka Łagodna
- wódka Mazowiecka Żytnia
- wódka Millennium
- wódka Universum